# Mesuropetaloidea
Mesuropetaloidea – wymarła nadrodzina ważek z podrzędu Epiprocta i infrarzędu różnoskrzydłych.
Ważki te odznaczały się skrzydłami o arkulusie przesuniętym bardzo blisko ku pierwotnej antenodalnej żyłce aksillarnej pierwszej. Tak jak u innych Aeshnoptera gałęzie pierwsza i druga żyłki radialnej tylnej od bliższego końca aż po wysokość pterostygmy biegły równolegle, pozostawiając między sobą tylko jeden szereg komórek. W obu parach skrzydeł pofalowane gałąź 3/4 żyłki radialnej tylnej i żyłka medialna przednia biegły silnie równolegle aż po krawędź skrzydła.
Takson rangi rodzinowej od rodzaju Mesuropetala utworzył w 1996 roku Günter Bechly. W 2001 roku Bechly i współpracownicy wynieśli go do rangi nadrodziny, obejmującej dwie rodziny:
- Liupanshaniidae Bechly et al., 2001
- Mesuropetalidae Bechly, 1996

Według filogenetycznej systematyki ważek Bechly’ego z 2007 roku nadrodzina ta zajmuje niemal bazalną pozycję w kladzie Aeshnoptera, który wraz z Exophytica tworzy większy klad Euanisoptera.